# Constantí Ribalaiga i Vert
Constantí Ribalaiga i Vert, també conegut amb el sobrenom de Constante (Lloret de Mar, la Selva, 2 de març de 1888 - l'Havana, Cuba, 2 de desembre de 1952) fou un empresari hoteler català.
Nascut al carrer del Carme de Lloret de Mar, el petit de tres germans, fill de Salvador Ribalaigua i de Cristina Vert, quan encara era jove, a principis del segle xx, emigrà a Amèrica amb el seu pare, i s'establí a Cuba, a l'Havana, en el moment en què el país acabava d'independitzar-se d'Espanya. A l'Havana, començà a treballar com a bàrman o "cantinero", tal com s'anomenava allà. Amb el temps, esdevingué propietari de l'establiment 'La Florida', que passà a dir-se 'Floridita'. El bar era un lloc de trobada molt conegut i acreditat, sobretot entre els intel·lectuals bohemis. Fou el creador del combinat alcohòlic anomenat daiquiri, amb el qual la seva fama i la del Floridita s'escampà més enllà de les Antilles. Ribalaiga fou també conegut arreu amb el sobrenom de Constante. L'escriptor Ernest Hemingway fou un client habitual del 'Floridita', durant vint-i-dos anys, i en deixa constància en la seva novel·la pòstuma, Illes en el Golf.
L'any 2020 el periodista Ramon Vilaró Giralt va fer un documental titulat Constante i el Floridita de Hemingway, on s'explica la seva història.